# Esquirol volador d'Amèrica septentrional
L'esquirol volador d'Amèrica septentrional (Glaucomys sabrinus) és una espècie de rosegador de la família dels esciúrids. Viu al Canadà i els Estats Units. Es tracta d'un animal nocturn que s'alimenta majoritàriament de fongs, líquens, insectes i matèria vegetal. Els seus hàbitats naturals són els boscos de coníferes i mixtos, així com els boscos caducifolis i riberencs. És una espècie en risc mínim, és a dir, no sembla que hi hagi cap amenaça significativa per a la seva supervivència.